# Rubus ellipticifolius
Rubus ellipticifolius är en rosväxtart som beskrevs av Henri L. Sudre. Rubus ellipticifolius ingår i släktet rubusar, och familjen rosväxter. Inga underarter finns listade i Catalogue of Life.